# Zagoni, Bijeljina
Zagoni so naselje v občini Bijeljina, Bosna in Hercegovina. 

## Deli naselja
Donja Mahala, Gornja Mahala, Kladari, Kobiljak, Kovačići, Lomigorić Mahala, Lukići, Maksimovići, Savići, Srednja Mahala, Stanišići, Šošanovići, Travarići in Zagoni.

## Prebivalstvo
| Pregled števila prebivalcev po letih | Pregled števila prebivalcev po letih | Pregled števila prebivalcev po letih | Pregled števila prebivalcev po letih | Pregled števila prebivalcev po letih | Pregled števila prebivalcev po letih |
| ------------------------------------ | ------------------------------------ | ------------------------------------ | ------------------------------------ | ------------------------------------ | ------------------------------------ |
| 1948                                 | 1953                                 | 1961                                 | 1971                                 | 1981                                 | 1991                                 |
| -                                    | -                                    | -                                    | 2.067                                | 1.948                                | 1.766                                |

| Narodna sestava prebivalstva po letih                                                                                          | Narodna sestava prebivalstva po letih                                                                                           | Narodna sestava prebivalstva po letih                                                                                           |
| --- | --- | --- |
| 1971 | 1981 | 1991 |
| . skupaj: 2.067 Srbi 2.061 (99,70 %) Hrvati 4 (0,19 %) Muslimani 0 (0,00 %) Jugoslovani 0 (0,00 %) drugi in neznano 2 (0,09 %) | . skupaj: 1.948 Srbi 1.874 (96,20 %) Hrvati 1 (0,05 %) Muslimani 1 (0,05 %) Jugoslovani 64 (3,28 %) drugi in neznano 8 (0,41 %) | . skupaj: 1.766 Srbi 1.734 (98,18 %) Hrvati 7 (0,39 %) Muslimani 1 (0,05 %) Jugoslovani 8 (0,45 %) drugi in neznano 16 (0,90 %) |